# Arnstein Arneberg

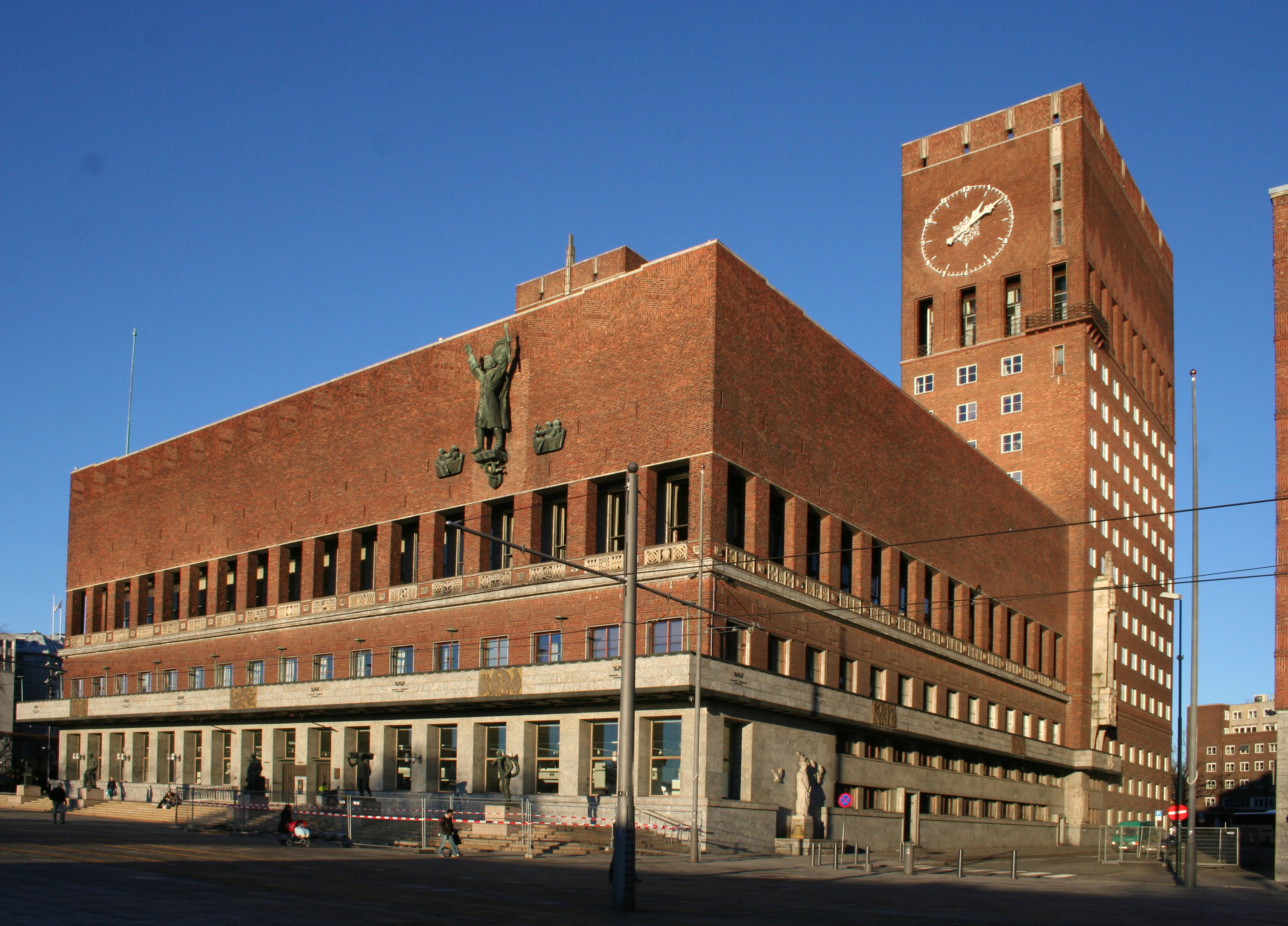
Oslo rådhus, dec 2007.

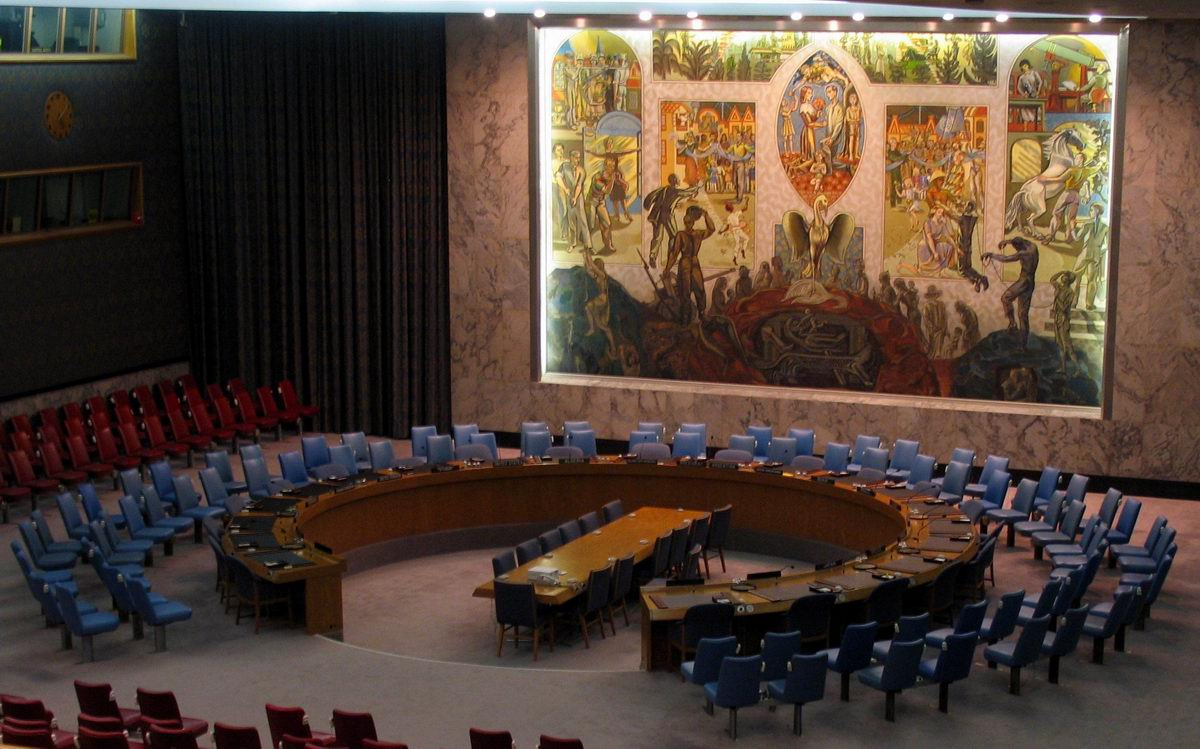
Säkerhetsrådets sessionssal i FN-huset i New York utformades av Arneberg.

Arnstein Rynning Arneberg, född 6 juli 1882 i Halden, död 9 juni 1961, var en norsk arkitekt.

## Biografi
Arneberg studerade vid Den kongelige tegneskole i Kristiania och vid Kungliga Tekniska Högskolan i Stockholm under Isak Gustaf Clason och Erik Lallerstedt (1904-1906). Han var assistent hos arkitekten Alfred Christian Dahl i Kristiania från 1898 till 1900, hos Ole Sverre i samma stad från 1900 till 1903 samt i Stockholm hos Gustaf Lindgren till 1906.
Efter att ha etablerat eget arkitektkontor i Kristiania 1906 fick Arneberg många uppdrag. Av de tidiga märks Eidsvoll folkehøyskole (i nordisk panelstil, rivet 1980), järnvägsstationer på Dovrebanan (1912) och den norska sjömanskyrkan i Rotterdam. Tillsammans med Magnus Poulsson vann han arkitekttävlingen om nuvarande Oslo rådhus (1918). Rådhuset som får räknas som Arnebergs huvudverk färdigställdes först 1950. Arneberg och Poulsson vann även arkitekttävlingen om Telegrafbygningen vid Kongens gate i Oslo. Arneberg ritade även många kyrkor (nybyggnader och restaureringar) och villor med mera.

## Byggnader
- Eidsvoll folkehøyskole från (1908)
- Norska sjömanskyrkan i Rotterdam (1914)
- Dombås Hotel (1915) (nedbrunnet i maj 2007)
- Oslo rådhus, med Magnus Poulsson (1918-1950)
- Vikingskipshuset på Bygdøy, Oslo, första etappen (1926)
- Volda kyrka (1929)
- Skaugum, huvudbyggnaden i kronprinsparets residens (1932)
- Fiskum nya kyrka (1940-1945)
- Glemmen nya kyrka (1949)
- Säkerhetsrådets sessionssal i FN-byggnaden (1950)
- Bjerkvik kyrka (1955)
- Ullensaker kyrka (1958) med Per Solemslie
- Høyanger kyrka (1960) med Olav Platou